# Théâtre Feydeau
El teatro Feydeau fue una antigua sala de espectáculos que estaba ubicada en el número 19 de la rue Feydeau, en el actual II distrito de París. Inaugurado en 1791 y cerrado en 1829, el teatro programaba principalmente óperas y comedias italianas o francesas, entre ellas "pastiches" ( pasticcio: pieza escrita en francés sobre música italiana ya conocida).

## Historia
El 26 de enero de 1789, Léonard-Alexis Autié, peluquero de la reina María Antonieta, y el violinista Giovanni Viotti obtuvieron del rey Luis XVI el privilegio de explotar el repertorio de óperas cómicas francesas e italianas. La compañía, denominada Théâtre de Monsieur a causa de la protección que les ofrecía el entonces hermano del rey Luis XVI, Louis Stanislas Xavier, el futuro Luis XVIII, se instaló en la Sala de las Máquinas del Palacio de las Tullerías, lugar que tuvieron que abandonar el 6 de octubre de 1789 cuando la familia real fue obligada a dejar el Palacio de Versalles para instalarse en las Tullerías.
Como compensación, a Autié y Viotti se les ofreció una autorización para construir un nuevo edificio en los jardines del Hôtel Briçonnet, en la rue Feydeau. Mientras esperaba su construcción, la compañía alquiló un local en la feria de Saint-Germain, anteriormente propiedad del actor y empresario teatral Jean-Baptiste Nicolet.

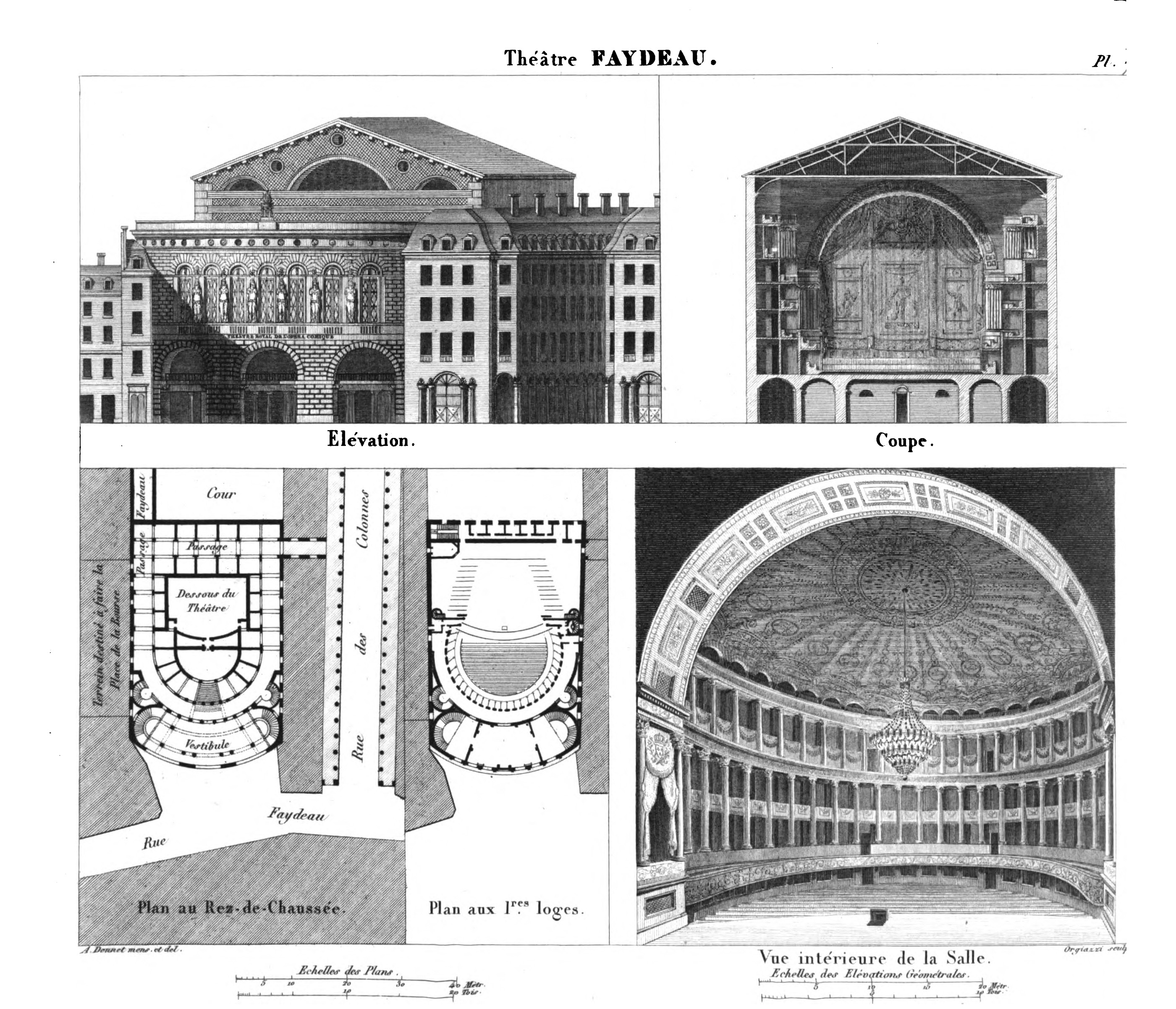
planos del teatro

La inauguración del nuevo teatro de la Rue Feydeau tuvo lugar el 6 de enero de 1791, todavía bajo el nombre de “Théâtre de Monsieur".
Tras la fuga fallida de Luis XVI, el 24 de junio de 1791 la dirección consideró más prudente cambiar el nombre de su sala a Théâtre français et italien de la rue Feydeau  y cinco días más tarde a Théâtre français et Opera-buffa. La programación alterna con éxito óperas cómicas de autores franceses como Louis-Benoit Picard, Charles-Simon Favart, François Devienne con obras italianas de autores como Giovanni Paisiello, sin embargo, el encarcelamiento del rey provocó el 10 de agosto de 1792 el cierre de la sala y la renuncia de sus fundadores.
Tras la proclamación de la República, el teatro se reabrió bajo la dirección de Chagot-Defays. Lugar de reunión de "reaccionarios", como muchos otros teatros durante la Revolución, y en particular durante el periodo conocido como el Terror, en varias ocasiones se llegaron a prohibir actuaciones.
A partir del 27 de enero de 1795 acogió a la compañía de Comédiens-Français del Théâtre de la Nation (Odéon) y tomó el nombre de Théâtre français de la rue Feydeau. Bajo la nueva dirección del empresario Charles-Barnabé Sageret, se convierte en una de las salas más populares de París. Intentó reconciliar a los miembros conservadores de la Comédie-Française con sus antiguos camaradas liberales, que se habían trasladado a la Sala Richelieu tras la escisión de noviembre de 1789, a la cabeza de los cuales estaba el famoso François Joseph Talma. Pero la compañía rebautizada como Théâtre lyrique de la rue Feydeau el 29 de octubre de 1798, resultó ruinosa y Sageret entregó las riendas a la compañía La troupe de la Nation, dirigida por Louis-Benoít Picard, cuya sala había sido incendiada en marzo de 1799. 
El 16 de septembre de 1801, por orden de Napoleón (entonces Primer Cónsul ), la compañía se fusionó con la da la Opéra-Comique, que tuvo que abandonar la ruinosa Sala Favart, bajo el nombre de Théâtre national de l'Opéra-Comique.
El 16 de abril de 1829, el teatro Feydeau, amenazando de derrumbe, fue cerrado para ser demolido definitivamente. La compañía, tras una breve estancia en el teatro Ventadour, regresó en 1840 a una sala Favart completamente renovada.